# توینبی ۷۴۰۱
سیارک ۷۴۰۱ (به انگلیسی: 7401 Toynbee، نامگذاری:1987QW7) هفت هزار و چهارصد و یکمین سیارک کشف شده‌است که در ۲۱ اوت ۱۹۸۷ کشف شد.
قدر مطلق سیارک برابر ۱۹.۵ است.